# 澳洲麥氏鱸
澳洲麥氏鱸為輻鰭魚綱鱸形目鱸亞目真鱸科的一種，為温帶淡水魚，分布於澳洲墨累-達令流域，體長可達46公分，主要棲息在湖泊有礫石底中層水域，成群活動，以甲殼類、軟體動物及昆蟲為食，生活習性不明，可做為食用魚、養殖魚及觀賞魚。